# Can’t Get You Out of My Head
A Can't Get You Out of My Head című dal az ausztrál énekes-dalszerző Kylie Minogue 2001. szeptember 8-án megjelent első kimásolt kislemeze Fever című stúdióalbumáról. A dalt Cathy Dennis és Rob David írták, és a producerei is ők voltak a dalnak. A "Can't Get You Out of My Head" egy dance-pop, techno-pop, du-diszkó dal, amelyet jellegzetes "la la la" című szövegéről ismert. A dal a szerelmi érdeklődés megszállottságáról szól. A zenekritikusok dicsérték a dal produkcióját, és Minogue énekhangját, valamint a "Fever" egyik csúcspontjaként emlegették.
A dal világszerte 40 országban volt slágerlistás első helyezett. Négy hétig volt első helyen a brit kislemezlistán, amiért a Brit Hanglemezgyártók Szövetsége platina minősítéssel jutalmazta. Emellett az ausztrál kislemezlista élére került, és háromszoros platina minősítést kapott az Ausztrál Hanglemezgyártók Szövetségétől. Az Egyesült Államokban a dal a Billboard Hot 100 toplista 7. helyére került, és tizenhárom év után Minogue Top 10-es kislemeze lett. 2018-ig a dalból több mint ötmillió példány talált gazdára világszerte.
A dalhoz tartozó klipet Dawn Shadforth rendezte, amelyben Minogue futurisztikus hátterek mellett táncol. A videóban viselt fehér ruha divatikonná vált. A dalt Minogue több koncertturnéján is előadta. A "Can't Get You Out of My Head" megjelent az évtized slágerlistáján is, melyeket olyan média állított össze, mint a Rolling Stone a The Guardian vagy az NME. 2012-ben Minogue újra felvette a dalt a The Abbey Road Sessions című válogatásalbumára.

## Előzmények és megjelenés
2000-ben Cathy Dennis brit énekes-dalszerző és Rob Davis angol dalszerzőt az Universal Publishing összehozta, hogy új zenén dolgozzanak. A "Can't Get You Out of My Head" szekció azzal kezdődött, hogy Davis egy 125 BPM ütemű dobritmust generált a Cubase számítógépes programmal. Dennis az "I just can't get you out of my head" (Csak nem tudlak kiverni a fejemből) sorral improvizált, ami később a dal szövege lett. Három és fél óra elteltével Davis és Dennis felvették a dal demóját, és az énekhang is aznap elkészült. A szerzőpáros azt mondta, hogy nagyon természetes és gördülékeny volt a munkafolyamat, és nem volt nehéz a hangszerelés sem.
Mielőtt azonban a dalt Kylie Minogue-nak adták volna, Davis és Dennis felajánlotta az S Club 7 együttesnek, és Sophie Ellis-Bextornak. Azonban ők elutasították a dalt. Davis ezután találkozott Minogue A&R vezetőjével, Jamie Nelsonnal, akit lenyűgözött a dal vidám produkciója, és úgy gondolta, hogy tetszeni fog a klublátogatóknak. Nelson lefoglalta a dalt Minogue-nak, hogy rögzítse. Bár Davis úgy gondolta, hogy a felvételi munkamenetet később lemondják, Minogue fel akarta venni a dalt, miután 20 másodpercet hallott a demóból.  A dalt Davis otthoni stúdiójában, Surrey-ben rögzítették. Az zenét, a gitárrész kivételével egy Korg Triton munkaállomással programozták MIDI interfészen keresztül. Tim Orford volt a dal hangmérnöke. Egy 2011-es interjúban Dennis kijelentette: "Bár nem Kylie volt az első előadó, akinek felajánlottuk a dalt, nem hiszem bárki más jobban elvégezte volna azt a munkát, amit ő végzett vele".
2001-ben Minogue elindult az On a Night Like This Tour turnén, hogy népszerűsítse hetedik stúdióalbumát a Light Years-t. A turné során a színpadon először mutatta be a "Can't Get You Out of My Head" című dalt. A későbbiek során a dalt Minogue 8. Fever című albumának vezető kislemezének választotta a Parlophone kiadó. A dal 2001. szeptember 8-án Ausztráliában,  majd szeptember 17-én az Egyesült Királyságban és más európai országokban is megjelent. 2001. október 22-én egy CD kislemez jelent meg Új-Zélandon. Az Egyesült Államokban a Capitol Records jelentetett meg egy 7 inches és egy 12-es bakelit lemezt, majd 2002. január 21-én elküldte a dalt az amerikai mainstream rádióknak.

## Összetétel és szövegértelmezés
A "Can't Get You Out of My Head" című dal egy 3 perc 50 másodperc hosszúságú dal. A The New Rolling Stone Album Guide című könyvében Nathan Brackett és Christian David Hoard egy neo-diszkó stílusú dalnak nevezte. Justin Myers az Official Charts Company munkatársa dance-pop dalként jellemezte.  A Stereogum-os Tom Breinan techno-pop himnuszként írta le. Az Allmusic munkatársa Tim Sendra egy "időtlen new wave diszkó dalnak" nevezte. A dal d-moll hangnemben íródott.
A dal, amely nem követi a közös verze-kórus szerkezetet, számos töredezett részből áll. Davis szerint megszeg néhány szabályt a dal, mivel egy kórussal kezdődik, majd bejön a "la la la". Minogue egy "la la la"-t énekel, amit a zenekritikusok gyakran a dal legvonzóbb részének tartják. A BBC Radio 2 szerint a dal kompozíciója "megtévesztően egyszerű, de az erek az elektronikus zene egész történetével járnak együtt". Az író a dal basszusvonalát "pulzálónak" nevezte, mivel az angol New Order zenekar, valamint a német Kraftwerk együttes zenéje hatott rá.
A "Can't Get You Out of My Head" egy ismeretlen személlyel kapcsolatos megszállottságról szól, akit a The Guardian-os Dorian Lansky szerint lehet egy "partner, vagy egyéjszakás kaland, vagy valaki, akit nem ismer". Everett True egy "sötétebb elemet" látott az egyszerű dalszövegekben, és azt mondta, hogy ez az érzés visszaköszön Minogue visszafogott énekében. True azt is elmondta, hogy míg Minogue korábbi munkái optimista, romantikus jövőt mutattak, a "Can't Get You Out of My Head" egy egészségtelen és  potenciálisan pusztító megszállottságra összpontosít. Korábbi dalaiban azonban a "tágra nyílt szemű ingénue-t fürgén" játszotta, de ebben a dalban tudatában van a rajongása káros természetének, amit True teljes mértékben saját énjétől függő vágynak nevezett.
2012-ben Minogue újra felvette a dalt a The Abbey Road Sessions című válogatáslemezére. A dal 2012-es módosított változatban pizzicato játéktechnikát alkalmaztak, és vonós hangszereket is hallunk a dalban.

## Kritikák
Chris True az Allmusic-tól a "Can't Get You Out of My Head" című dalt választotta a Fever egyik csúcspontjaként, mondván: "a dal lüktető groove-okkal van tele, mellyel olyan felvételt készített, mint senki más". Jim Farber az Entertainment Weekly munkatársa szerint a dal teljesen megfelel a címének, és Andrea True amerikai énekesnő zenéjéhez hasonlította. A PopMatters munkatársa, Jason Thompson Minogue énekét "szexuális gyerünk"-nek nevezte, a dalt pedig "trim and funky"-nak. Dominique Leone a Pitchforktól azt írta, hogy "a dal olyan megragadó érzést áraszt, amely meghazudtolja a benne rejlő egyszerűséget, és olyan megnyugtató egy olyan időszakban, amikor a listák egyre barokkabban hangzanak, és a producerek azon versenyeznek, hogy ki tudja először majmolni az elektronikus zenei irányzatokat".
2012-ben a The Guardian kritikusa Everett True úgy határozta meg a dalt, mint a "pop ritka pillanatainak egyikét, karcsú és elegáns, stílusos és átkozottul táncolható, de egy sötétebb elem is jól láthatóan rejtőzik benne". Egy 2014-es retrospektív áttekintésben a Billboard-os Jason Lipshutz dicsérte Minogue énekhangját, és azt mondta, hogy kiegészítik a produkciót, a hangja teljesen ott van, új erőre találva a lendületében". Olive Pometsey a GQ-tól úgy ítélte meg, hogy ez a "nemes évek hangzás" kiemelve azokat a szintetizátorokat, amelyek "pillanatnyi tiszta poptökéletet" teremtenek. A Herald Sun-nak írt Cameron Adams a "Can't Get You Out of My Head" című dal Minogue legjobb dalainak listájának élére helyezte, és "boldog véletlennek" nevezte azt. Adams ezt írta: "Ha be tudnál programozni egy számítógépet a tökéletes popdal megfogalmazására, ez így hangzana".
2003-ban a Q Magazin a "Can't Get You Out of My Head" című dalt a 694. helyre sorolta a valaha volt 1001 legjobb dal listáján. 2011-ben a Rolling Stone magazin a 45. helyre helyezte a 2000-es évek 100 legjobb dalának listáján, majd megjegyezte: "Minogue elcsábította az Egyesült Államokat ezzel a tükörgömbös klasszikussal". Az NME a 74. helyre sorolta a dalt a 100 legjobb track of the Noughties listáján, mondván, hogy "minden irigylésre méltót egy jól kidolgozott dalba foglal", illetve hogy ez Minogue legjobb kislemeze. 2012-ben Priya Elan az NME-től a 4. helyre helyezte a dalt a The Greatest Pop Songs in History listáján. 2012-ben a The Guardian felvette a dalt az Egyesült Királyság legjobb első számú lemezeinek listájára, és "karcsú, sarkvidéki kék minimalizmus"-nak nevezte a dalt, mint Donna Summer "I Feel Love" című művének újraértelmezése. A "Can't Get You Out of My Head" elnyerte a legjobb kislemez díját a 2001-es Top of the Pops díjkiosztó ünnepségen. A 2002-es ARIA Music Awards díjkiosztón az év kislemeze, és a legtöbbet eladott kislemez kategóriában nyert, illetve Minogue a kiemelkedő teljesítményéért kapott díjat. 2002-ben elnyerte az év kislemezének járó holland Edison díjat. A nyitó Premios Oye! 2002-ben a dalt az "Év dala" kategóriában jelölte.

## Kereskedelmi sikerek
A "Can't Get You Out of My Head" című dal a világ 40 országában első helyezett volt. Ausztráliában a dal felkerült a kislemezlista első helyére, és négy egymást követő héten át ott is maradt. Az Ausztrál Hanglemezgyártók Szövetsége háromszoros platina minősítéssel díjazták a több mint 210.000 eladott példányszám alapján. Az Egyesült Királyságban Victoria Beckham "Not Such an Innocent Girl" című dalával kellett versenyeznie. A 2001. szeptember 29-i brit kislemezlistán a dal az első helyen debütált 306.000 példányos első heti eladásával. Négy hétig volt első helyezett, és huszonöt hétig maradt a brit Top 40-ben. A BPI háromszoros platina minősítéssel díjazták a dalt. 2021-ig több mint 1,53 millió példány kelt el belőle, és 2013-ig minden idők 75. legkelendőbb kislemeze volt az országban. Az Egyesült Államokban a dal a Billboard Hot 100 toplista 7. helyét érte el, és így Minogue legkelendőbb kislemeze lett a The Loco-Motion (1987) óta. Az Amerikai Hanglemezgyártók Szövetsége arany minősítéssel díjazták az 500.000 példányt meghaladó eladásokat.

## Videoklip

### Összetétel és áttekintés
A dalhoz tartozó klipet Dawn Shadforth brit rendező rendezte, mely olyan táncprogramokat tartalmaz, melyeket Michael Rooney amerikai koreográfus koreografált. Minogue külseje – fiatalossága, karcsú alakja, és arányosan nagy szája – vonzotta a megjegyzéseket egzotikus képére. A News of the World brit bulvárlap azt sugallta, hogy talán egy földönkívüli. Shadforth és Paul Morley zenekritikus figyelembe vették a Minogue külsejére vonatkozó megjegyzéseket, és "kreatív kísérletező művészként" jellemezték, azzal, hogy a zenei videóban az arcát a kamera lencséjéhez közel helyezték, eltorzítva így az arcát, de megőrizve csillogását.
A videó azzal kezdődik, hogy Minogue egy De Tomaso Mangusta sportautót vezet, miközben énekli a dalt. A következő jelenet fekete-fehér jelmezbe öltözött párokat ábrázol, akik táncolnak, majd Minogue is hamarosan csatlakozik hozzájuk, akinek hullámos világosbarna haja van, és fehér tréningruhát visel. A helyszín egy olyan helyiségre változik, ahol Minogue immár egyenes hajjal, és bíbor színű rúzzsal látható, köldökéig lenyúló nyakkivágású fehér kombinéban, miközben feltűnő pózokat mutat. Az öltözéket a londoni székhelyű divattervező Fee Doran tervezte Mrs Jones címke alatt. Minogue szerint a ruhát a jamaikai énekesnő és modell, Grace Jones divattervei ihlették. Minogue ezután több szinkronizált táncot lejt több tartalék táncossal, amely a Kraftwerk "Machine Gun" egyenruhájára emlékeztető piros-fekete öltönyben vannak. A videó végén Minogue ismét göndör hajjal, levendula kötőfék-nyakú ruhában, szalagos díszítéssel az épület tetején látható éjszaka.

### Hatása
A 2002-es MTV Video Music Awards díjkiosztón a klipet a legjobb táncvideó kategóriában jelölték. Rooney elnyerte a legjobb koreográfia díját. Minogue a zenei videóban viselt kapucnis fehér kombinéját gyakran az egyik legikonikusabb megjelenésnek tartják, különösen mély, süllyedő nyakkivágása miatt. Minogue stylistja, William Baker így jellemezte a ruhaválasztást: "Egyszerre tiszta volt, de egyben slampos is". A ruhát a Kylie: The Exibithion kiállításon mutatták be, amely Minogue pályafutásának emléktárgyait, és jelmezeit mutatja be, a londoni Victoria and Albert Múzeumban, mely hasonló a Sydney-ben található Powerhouse Múzeuméhoz. A klipben szerepelt jelmezek láthatóan Minogue hivatalos divatfotós könyvében is, melyet a 25 éves zenei pályafutásának tiszteletére adtak ki.
A videoklip ihletet adott Morley számára, amikor megírta a Words and Music: The History of Pop in the Shape of a City című könyvét. Ebben Morley azt mondta, hogy a "dal klipjében Minogue a város felé tett egy magányos utazást..." és ez magányos zenetörténetté változtatta. Diane Railton és Paul Wston egyetemi oktatók 2005-ös esszéjükben "Naughty Girls and Red Blooded Woman összehasonlították a "Can't Get Yoo Out of My Head" klipjét Beyoncé klipjével, a 2003-as "Baby Boy" cíművel. Míg mindkét videó az énekesre összpontosít, akik csábító táncot lejtenek, Minogue kiszámítottan jelenik meg, és "mindig ideiglenes, korlátozott és esetleges" míg Beyoncé egy sajátos "primitív, vad ellenőrizetlen és ellenőrizhetetlen" szexualitást mutat meg, amely megtestesül a fekete női testben. Railton és Westeon szerint a videók reprezentatívak a gyarmati időkben a fehér és fekete nők, illetve a popkultura ábrázolásában.

## Élő előadások

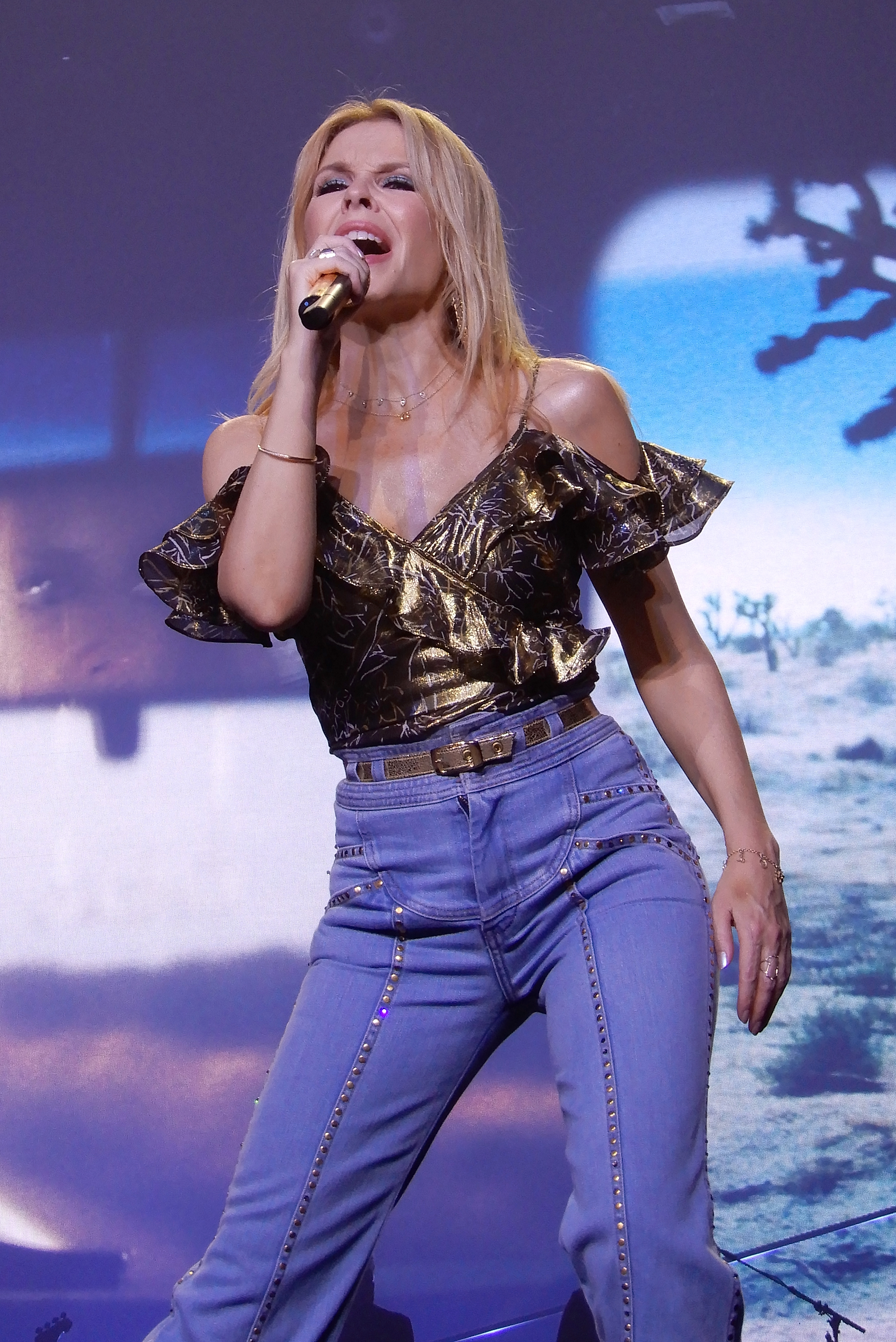
Minogue előadja a "Can't Get You Out of My Head" című dalt a 2018-19-es Golden Tour turnén.

2001. szeptember 2-án Minogue előadta a "Can't Get You Out of My Head" című dalt a BBC Radio 1 One Big Sunday című műsorában az Egyesült Királyságban, Leicesterben. A dalt 2001. november 8-án adta elő az MTV Europe Music Awards díjátadón Frankfurtban. A 2002-es Brit Awardson, 2002. február 20-án, Minogue Stuart Crichton a "Can't Get You Out of My Head" és a New Order "Blue Monday" című dalának remixét adta elő.  Az előadás a 40. helyre került a The Guardian 2011-es 50. kulcsfontosságú eseményt tartalmazó listáján a tánczene történetében. A "Can't Get Blue Monday Out of My Head" mash-up megjelent a Love at First Sight című kislemez B. oldalán, valamint felkerült Minogue "Boombox" című 2008-as remixalbumára is. 2002. március 16-án Minogue előadta a dalt az In Your Eyes című dallal együtt a Saturday Night Live című amerikai televíziós műsorban. 2002. december 13-án Minogue előadta a dalt a Come into My World című dallal együtt a Good Morning America című műsorban.
2001-ben a "Can't Get You Out of My Head" felkerült Minogue On a Night Like This Tour turnéjának setlistájára, valamint a KylieFever2002 turné ráadás szegmensébe, amely a Fever című stúdióalbumot népszerűsítette. 2003-ban Minogue előadta a "Can't Get You Out of My Head2 című egy estét koncertet, a Money Can't Buy esemény kapcsán a londoni Hammersmith Apollo-ban, a 9. Body Language című stúdióalbum népszerűsítésére. 2005-ben a dalt Minogue a Showgirl: The Greatest Hits Tour turnén, és a Showgirl: The Homecoming Tour turnén is 2006-2007-ben. 2008-ban a dalt a KylieX2008 turnén, majd 2009-ben a For You, For Me Tour turnéállomásain is, mely az első koncertkörútja volt Észak-Amerikában.
A dal rock-orientált változatát az Aphrodite: Les Folies Tour turné során adták elő 2011-ben. A következő évben Minogue a The Abbey Road Sessions című albumot népszerűsítette azzal, hogy fellépett a BBC Proms-on a londoni Hyde Parkban. Az esemény alatt elénekelte a "Can't Get You Out of My Head" zenekari változatát. 2012. december 8-án a dal ugyanezen verzióját adta elő az X-Factor 9. évadjában az Egyesült Királyságban. A dal "lassabb és sötétebb" változata felkerült Minogue Kiss Me Once Tour (2014-15) szetlistájára is. A dal a 2015-ös Royal Albert Hall-ban rendezett Kylie karácsonyi koncertjén is elhangzott. A dal akusztikus gitárral vezérelt változatát a Golden Tour (2018-19) során adta elő. 2019-ben a Glastonbury Fesztivál szettje során Minogue-hoz csatlakozott Chris Martin angol énekes, és együtt adták elő a dalt.
Minogue előadta a "Can't Get You Out of My Head" című dalt az American Idol 21. évadának fináléjában vegyesen a 2023-as Padam Padam című dallal, az előbbinél az egyik versenyző Nutsa csatlakozott hozzá. Az előadás alatt Minogue fekete, magasan hasítot ruhát, és térdig érő bőrcsizmát viselt.

## Öröksége
Lee Barron szerző szerint a "Can't Get You Out of My Head" megalapozta Minogue kulturális és kereskedelmi relevanciáját az új évezredben. Elmondta, hogy a dal "a hipnotikus "la la la" refrénjével és a megtévesztően egyszerű fülbemászóan ismétlődő ütemekkel és szintihangzással egy újabb világosan meghatározott képi átalakulást eredményezett a Light Years című albumról, mely egy hűvös, gépi hangsúllyal való hangsúlyozás, mely olyan mint a szexualitás. A dalt Everett True (The Guardian) azt írta, hogy " Kylie a "Neighbours" című sorozat lányából  kacér, kifinomult személyiséggé változott, mely a 2000-es Spinning Around című dallal kezdődött. True szerint "a dal sikere, és motiváló tényezője a "gyártott popzene" a posztmodern tekintély elnyerésében, mely egyértelmű változást jelent a "komoly" popzenéhez való hozzáállásban, rockkritikus testvériség".
Az olyan kiadványok, mint a The Guardian és a Rolling Stone elismerik, hogy a "Can't Get You Out of My Head" című dalt Minogue dalaként. 2012-ben az Egyesült Királyság PRS for Music ügynöksége, amely a dalszerzők és zeneszerzők jogdíjait gyűjti, a "Can't Get You Out of My Head" címet választotta az évtized legnépszerűbb dalának, mivel ez kapta a legtöbb adást és élő feldolgozást a 2000-es években.

## Formátum és számlista
| - Francia CD, UK kazetta és US 7-inch kislemez 1. "Can't Get You Out of My Head" – 3:50 2. "Boy" – 3:47 - Európai és Ausztrál CD single 1 1. "Can't Get You Out of My Head" – 3:50 2. "Boy" – 3:47 3. "Rendezvous at Sunset" – 3:23 4. "Can't Get You Out of My Head" (video) – 3:47 - Európai CD single 2 1. "Can't Get You Out of My Head" – 3:50 2. "Can't Get You Out of My Head" (K & M's Mindprint mix) – 6:34 3. "Can't Get You Out of My Head" (Plastika mix) – 9:26 - Ausztrál CD single 2 1. "Can't Get You Out of My Head" – 3:50 2. "Can't Get You Out of My Head" (K & M's Mindprint mix) – 6:34 3. "Can't Get You Out of My Head" (Plastika mix) – 9:26 4. "Can't Get You Out of My Head" (Superchumbo Todo Mamado mix) – 8:32 - Spanyol CD single (Remix) 1. "Can't Get You Out of My Head" (K&M remix) – 6:34 2. "Can't Get You Out of My Head" (Nick Faber remix) – 5:59 3. "Can't Get You Out of My Head" (Superchumbo Todo Mamado mix) – 8:32 - UK 7-inch kislemez 1. "Can't Get You Out of My Head" – 3:50 2. "Can't Get Blue Monday Out of My Head" – 4:01 - Európai 12-inch bakelit 1. "Can't Get You Out of My Head" (original) – 3:50 2. "Can't Get You Out of My Head" (Plastika mix) – 9:26 3. "Can't Get You Out of My Head" (Deluxe's Dirty dub) – 6:53 4. "Can't Get You Out of My Head" (Superchumbo Leadhead dub) – 7:00 | - UK limitált kiadású 12-inch bakelit 1. "Can't Get You Out of My Head" (extended version) – 5:57 2. "Can't Get You Out of My Head" (extended instrumental) – 5:57 - UK 12-inch dupla bakelit 1. "Can't Get You Out of My Head" (Deluxe's Dirty dub) – 6:53 2. "Can't Get You Out of My Head" (Deluxe's Dirty dub instrumental) – 6:52 3. "Can't Get You Out of My Head" (Plastika mix) – 9:26 4. "Can't Get You Out of My Head" (Superchumbo Todo Mamado mix) – 8:35 5. "Can't Get You Out of My Head" (K & M's remix) – 6:35 - US 12-inch bakelit 1. "Can't Get You Out of My Head" (original mix) – 3:48 2. "Can't Get You Out of My Head" (K & M's remix) – 6:33 3. "Can't Get You Out of My Head" (Nick Faber remix) – 5:58 4. "Can't Get You Out of My Head" (Superchumbo Todo Mamado mix) – 8:31 - Digitális letöltés 1. "Can't Get Blue Monday Out of My Head" (live in Manchester) – 4:54 2. "Can't Get You Out of My Head" (extended instrumental) – 6:00 3. "Can't Get You Out of My Head" (extended mix) – 5:59 4. "Can't Get You Out of My Head" (Nick Faber remix) – 6:00 5. "Can't Get You Out of My Head" (Radio Slave remix dub re-edit) – 5:01 6. "Can't Get You Out of My Head" (Radio Slave vocal re-edit) – 10:25 7. "Can't Get You Out of My Head" (Superchumbo Leadhead dub) – 7:05 8. "Can't Get You Out of My Head" (Superchumbo Todo Mamado mix) – 8:34 9. "Can't Get You Out of My Head" (Superchumbo Voltapella mix) – 1:58 - Digitális letöltés (Peggy Gou's Midnight Remix) 1. "Can't Get You out of My Head" (Peggy Gou's Midnight remix) – 4:31 |

## Slágerlista
| Slágerlista (2001–2002)               | Legjobb helyezések |
| ------------------------------------- | ------------------ |
| Ausztrália (ARIA)                     | 1                  |
| Australian Club Chart (ARIA)          | 2                  |
| Australian Dance (ARIA)               | 1                  |
| Ausztria (Ö3 Austria Top 40)          | 1                  |
| Belgium (Ultratop 50 Flanders)        | 1                  |
| Belgium (Ultratop 50 Wallonia)        | 1                  |
| Canada Radio (Nielsen BDS)            | 2                  |
| Canada AC (Nielsen BDS)               | 17                 |
| Canada CHR/Top 40 (Nielsen BDS)       | 1                  |
| Croatia (HRT)                         | 1                  |
| Dánia (Tracklisten Top 40)            | 1                  |
| Europe (European Hot 100)             | 1                  |
| Finland (Suomen virallinen lista)     | 5                  |
| Franciaország (Single Top 100)        | 1                  |
| Németország (Media Control Charts)    | 1                  |
| Greece (IFPI Greece)                  | 1                  |
| Hungary (Mahasz)                      | 1                  |
| Írország (IRMA)                       | 1                  |
| Olaszország (FIMI)                    | 1                  |
| Hollandia (Top 40)                    | 1                  |
| Hollandia (Single Top 100)            | 1                  |
| Új-Zéland (Recorded Music NZ)         | 1                  |
| Norvégia (VG-lista)                   | 1                  |
| Poland (Polish Singles Chart)         | 1                  |
| Portugal (Billboard)                  | 1                  |
| Romania (Romanian Top 100)            | 1                  |
| Russia Airplay (Music & Media)        | 1                  |
| Skócia (Scottish Singles Top 40)      | 1                  |
| South Africa (RISA)                   | 2                  |
| Spanyolország (PROMUSICAE)            | 1                  |
| Svédország (Sverigetopplistan)        | 1                  |
| Svájc (Schweizer Hitparade)           | 1                  |
| Egyesült Királyság (UK Singles Chart) | 1                  |
| US Billboard Hot 100                  | 7                  |
| US Adult Top 40 (Billboard)           | 23                 |
| US Hot Dance Club Songs (Billboard)   | 1                  |
| US Dance/Mix Show Airplay (Billboard) | 32                 |
| US Mainstream Top 40 (Billboard)      | 3                  |
| US Rhythmic (Billboard)               | 9                  |

| Slágerlista (2023)          | Legjobb helyezés |
| --------------------------- | ---------------- |
| Greece International (IFPI) | 85               |

| Slágerlista (2001)                | Helyezések |
| --------------------------------- | ---------- |
| Australia (ARIA)                  | 3          |
| Australian Club Chart (ARIA)      | 27         |
| Australian Dance Chart (ARIA)     | 1          |
| Austria (Ö3 Austria Top 40)       | 1          |
| Belgium (Ultratop 50 Flanders)    | 8          |
| Belgium (Ultratop 50 Wallonia)    | 7          |
| Europe (European Hot 100)         | 2          |
| France (SNEP)                     | 8          |
| Germany (Official German Charts)  | 4          |
| Ireland (IRMA)                    | 7          |
| Italy (FIMI)                      | 1          |
| Netherlands (Dutch Top 40)        | 5          |
| Netherlands (Single Top 100)      | 2          |
| New Zealand (Recorded Music NZ)   | 45         |
| Romania (Romanian Top 100)        | 1          |
| Spain (PROMUSICAE)                | 3          |
| Sweden (Sverigetopplistan)        | 4          |
| Switzerland (Schweizer Hitparade) | 1          |
| UK Singles (OCC)                  | 3          |

| Slágerlista (2002)                | Helyezések |
| --------------------------------- | ---------- |
| Austria (Ö3 Austria Top 40)       | 50         |
| Canada Radio (Nielsen BDS)        | 15         |
| Europe (European Hot 100)         | 11         |
| France (SNEP)                     | 36         |
| Switzerland (Schweizer Hitparade) | 26         |
| US Mainstream Top 40 (Billboard)  | 24         |
| US Billboard Hot 100              | 45         |
| US Adult Top 40 (Billboard)       | 78         |
| US Dance Club Play (Billboard)    | 40         |
| US Mainstream Top 40 (Billboard)  | 24         |
| US Rhythmic Top 40 (Billboard)    | 52         |

| Összesítés (2023)                          | Helyezés |
| ------------------------------------------ | -------- |
| Australia (ARIA Top 50 Australian Singles) | 47       |

| Slágerlista (2000–2009)          | Helyezések |
| -------------------------------- | ---------- |
| Australia (ARIA)                 | 58         |
| Austria (Ö3 Austria Top 40)      | 4          |
| Germany (Official German Charts) | 67         |
| Netherlands (Single Top 100)     | 15         |
| UK Singles (OCC)                 | 7          |

## Minősítések
| Régió                               | Minősítés  | Eladott példányszám |
| ----------------------------------- | ---------- | ------------------- |
| Ausztrália (ARIA)                   | 3× platina | 210 000^            |
| Ausztria (IFPI Austria)             | platina    | 40 000*             |
| Belgium (BEA)                       | 2× platina | 100 000*            |
| Dánia (IFPI Denmark)                | arany      | 45 000‡             |
| Franciaország (SNEP)                | platina    | 542,000             |
| Németország (BVMI)                  | platina    | 500 000^            |
| Görögország (IFPI Greece)           | platina    | 20 000^             |
| Olaszország (FIMI)                  | 2× platina | 130,000             |
| Olaszország (FIMI) sales since 2009 | arany      | 35 000‡             |
| Hollandia (NVPI)                    | platina    | 60 000^             |
| Új-Zéland (RMNZ)                    | arany      | 5 000*              |
| Norvégia (IFPI Norway)              | platina    | 10 000*             |
| South Africa                        | platina    | 50,000              |
| Svédország (GLF)                    | platina    | 30 000^             |
| Svájc(IFPI Switzerland)             | platina    | 40 000^             |
| Egyesült Királyság (BPI)            | 3× platina | 1 800 000‡          |
| Egyesült Államok (RIAA)             | arany      | 531,000             |
| Összesítés                          |            |                     |
| Világszerte                         |            | 5.000.000           |